# Oscar Castellanos
Oscar Antonio „Coca” Castellanos Santos (ur. 18 stycznia 2000 w Quetzaltenango) – gwatemalski piłkarz występujący na pozycji defensywnego pomocnika lub środkowego obrońcy, reprezentant Gwatemali, od 2021 roku zawodnik Antigui GFC.

## Kariera klubowa
Castellanos urodził się w Quetzaltenango, lecz niedługo później jego rodzina przeprowadziła się do stołecznego miasta Gwatemala. Jego ojciec José Antonio Castellanos w latach 90. XX wieku grał w lidze gwatemalskiej w barwach klubu Xelajú MC. W stolicy kraju Castellanos zaczynał treningi w szkółce juniorskiej Academia Menedy. Jako zawodnik seniorów Menedy zadebiutował w czwartej lidze gwatemalskiej już w wieku 13 lat. Występował wówczas na pozycji środkowego pomocnika.
W wieku 15 lat Castellanos dołączył do akademii klubu Antigua GFC. Tam został przekwalifikowany na pozycję obrońcy. W 2017 roku przebywał na testach w akademii portugalskiego Sportingu CP. Do pierwszej drużyny został włączony przez trenera Mauricio Tapię. W gwatemalskiej Liga Nacional zadebiutował jako siedemnastolatek, 5 listopada 2017 w wygranym 2:0 spotkaniu z Siquinalą. Pierwszego gola strzelił natomiast 23 września 2018 w zwyciężonym 3:2 meczu z Sanarate. Wywalczył z Antiguą dwa mistrzostwa Gwatemali (Apertura 2017, Clausura 2019) i jedno wicemistrzostwo (Apertura 2019).
W styczniu 2020 Castellanos został wypożyczony do absolutnego beniaminka, walczącego o utrzymanie w lidze Deportivo Mixco, by nabrać ogrania meczowego. Na koniec sezonu spadł wraz z nim z ligi gwatemalskiej. Bezpośrednio po tym został ściągnięty na wypożyczenie do Xelajú MC przez Waltera Claverí, swojego byłego trenera z Mixco. W lutym 2021 powrócił do Antigui.

## Kariera reprezentacyjna
W kwietniu 2015 Castellanos został powołany przez Edgara Medę do wstępnego składu reprezentacji Gwatemali U-15 na mistrzostwa CONCACAF U-15. Turniej ostatecznie został odwołany przez CONCACAF.
Już jako czternastolatek Castellanos otrzymywał powołania do reprezentacji Gwatemali U-17; najpierw od Juana Manuela Funesa, a następnie od Héctora Juliána Trujillo i Luisa Lópeza Menesesa.
W październiku 2018 Castellanos znalazł się w ogłoszonym przez Davida Gardinera składzie reprezentacji Gwatemali U-20 na Mistrzostwa CONCACAF U-20. Tam rozegrał wszystkie cztery mecze w pełnym wymiarze czasowym, a jego drużyna odpadła z turnieju już w fazie grupowej.
W czerwcu 2019 Castellanos w barwach reprezentacji Gwatemali U-23 wziął udział w Turnieju w Tulonie. Wystąpił wówczas w trzech z czterech meczów, zaś podopieczni Éricka Gonzáleza zakończyli swój udział w turnieju w fazie grupowej.
Pierwsze powołanie do seniorskiej reprezentacji Gwatemali Castellanos otrzymał od selekcjonera Amariniego Villatoro we wrześniu 2020, na mecz towarzyski z Meksykiem (0:3). Zadebiutował w niej jednak dopiero 22 stycznia 2021 w wygranym 1:0 sparingu z Portorykiem.